# Niodior
Niodior ist ein Dorf im zentralen Westen Senegals. Es ist Teil der Gemeinde (commune) Dionewar und Sitz der Präfektur des Arrondissement de Niodior im Departement Foundiougne der Region Fatick.

## Geographische Lage
Das Dorf Niodior liegt im Westen des Départements und im UNESCO-Welterbe Saloum-Delta. Das Dorf liegt auf der Hauptinsel der Gemeinde, der Île de Guior, dreieinhalb Kilometer südlich des Hauptortes Dionewar.
Das Dorf Niodior liegt im Süden der Hauptinsel auf dem etwa 8,60 km² großen hochwassersicheren Südteil der Insel, der von dem etwa 3,50 km² großen Nordteil der Insel und dem Dorf Dionewar durch ein amphibisches System von Mangrovenwald und Bolongs getrennt ist, das ohnehin den Hauptanteil der Inselfläche bildet. Dem Dorf drei Kilometer westlich vorgelagert ist die Insel Sangomar, die es als Barriereinsel gegen Strömung, Wind und Wellen des Atlantik teilweise abschirmt. Zwischen Sangomar und Niodior verlief bis 1987 der Saloum-Hauptarm. Seitdem verlandet diese Gewässerfläche zunehmend zur Lagune, weil die ursprüngliche Halbinsel Sangomar in einer Sturmflut nördlich von Niodior durchbrach und dem Saloum sich so eine neue Flussmündung öffnete.

## Geschichte
Das Dorf Niodior war seit 1972 Teil der Landgemeinde (communauté rurale) Dionewar und die erhielt 2014, wie in Senegal alle communautés rurales, den landesweit einheitlichen Status einer Gemeinde (commune). Zugleich war Niodior als Sitz der Unterpräfektur des Arrondissement de Niodior Zentrum der ganzen Inselgruppe Îles du Gandoul im Saloum-Delta.

## Bevölkerung
Nach dem Zensus 1988 hatte das Dorf Niodior 3869 Einwohner und lag damit nach Einwohnerzahl in der Landgemeinde an erster Stelle vor dem Hauptort Dionewar (3704 Einwohner). Im Jahr 2013 wurde von 6739 Einwohnern ausgegangen (Dionewar 5251 Einwohner). In der Gemeinde gibt es die Besonderheit, dass die Funktion als Hauptort der Gemeinde (Dionewar) und des Arrondissements (Niodior) auf zwei Dörfer aufgeteilt worden ist.

## Verkehr und Infrastruktur
Niodior ist grundsätzlich nur auf dem Wasserweg erreichbar. Um von Niodior aus wenigstens das ebenfalls auf der Hauptinsel Île de Guior liegende Nachbardorf Dionewar zuverlässig auf dem Landweg erreichen zu können, hat man eine 860 Meter lange Damm-Brücken-Kombination mit einer 260 Meter langen Brücke über einen von Westen in die Hauptinsel einschneidenden Bolong geschaffen. Als die wichtigsten Verkehrsmittel sind am Hauptort aus der Satellitenperspektive rund 90 am Ufer oder in Ufernähe liegende größere und kleinere Pirogen zählbar, die den Personen- und Warenverkehr des Ortes bewältigen und nicht zuletzt dem Fischfang und der Gewinnung von Meeresfrüchten dienen.

## Wirtschaft
Die Wirtschaft des Dorfes basiert hier wie in allen Gemeinden des Deltas hauptsächlich auf Fischerei, der Gewinnung von Mangrovenprodukten und in geringerem Maße auf Landwirtschaft, Viehzucht und Imkerei. Durch die Lage im UNESCO-Welterbe Saloum-Delta mit seinen Natur- und Kulturschätzen ist der Ökotourismus wirtschaftlich von Bedeutung und wird von den zahlreichen in der Region tätigen NGOs und internationalen Organisationen gefördert.

## Persönlichkeiten
- Fatou Diome (* 1968 in Niodior), französischsprachige Schriftstellerin, beschreibt die Insel literarisch in ihrem Buch Le Ventre de l'Atlantique (Der Bauch des Ozeans)
- Felwine Sarr (* 1972 in Niodior), senegalesischer Ökonom, Autor und Musiker